# 9641 Demazière
A 9641 Demaziere (ideiglenes jelöléssel 1994 PB30) a Naprendszer kisbolygóövében található aszteroida. Eric Walter Elst fedezte fel 1994. augusztus 12-én.